# Vila Karla Jíšeho
Vila Karla Jíšeho je bývalý rodinný dům v Praze 5 na Smíchově v lokalitě Dívčí Hrady. V dubnu 2018 začala jeho demolice.

## Historie
Vila redaktora Karla Jíšeho byla postavena roku 1929 architekty Josefem Havlíčkem a Karlem Honzíkem. Ti na svažitém terénu Dívčích Hradů navrhli moderní dvoupatrovou rodinnou vilu, která měla plochou střechu částečně krytou terasou, a spirálové schodiště, které propojilo první patro se zahradou. V přízemí se nacházel obývací pokoj, jídelna a pracovna, v patře ložnice. Vnější fasáda byla omítnuta bílou vápennou omítkou.
Prosazení projektu nebylo snadné. Úřadu se nelíbila plochá střecha a moderní vzhled, který nezapadal do okolní zástavby, a stavbu zamítl. Redaktor a architekti se proti rozhodnutí odvolali a nakonec městská rada stavbu podle původního návrhu povolila. Při pozdější adaptaci byla necitlivě poškozena.
Jíše ve vile bydlel až do své smrti roku 1959.

### Zánik
Vila nebyla památkově chráněná a Stavební úřad Prahy 5 povolil její demolici. Bourání začalo v polovině dubna 2018.